# Áreas protegidas de Eslovaquia

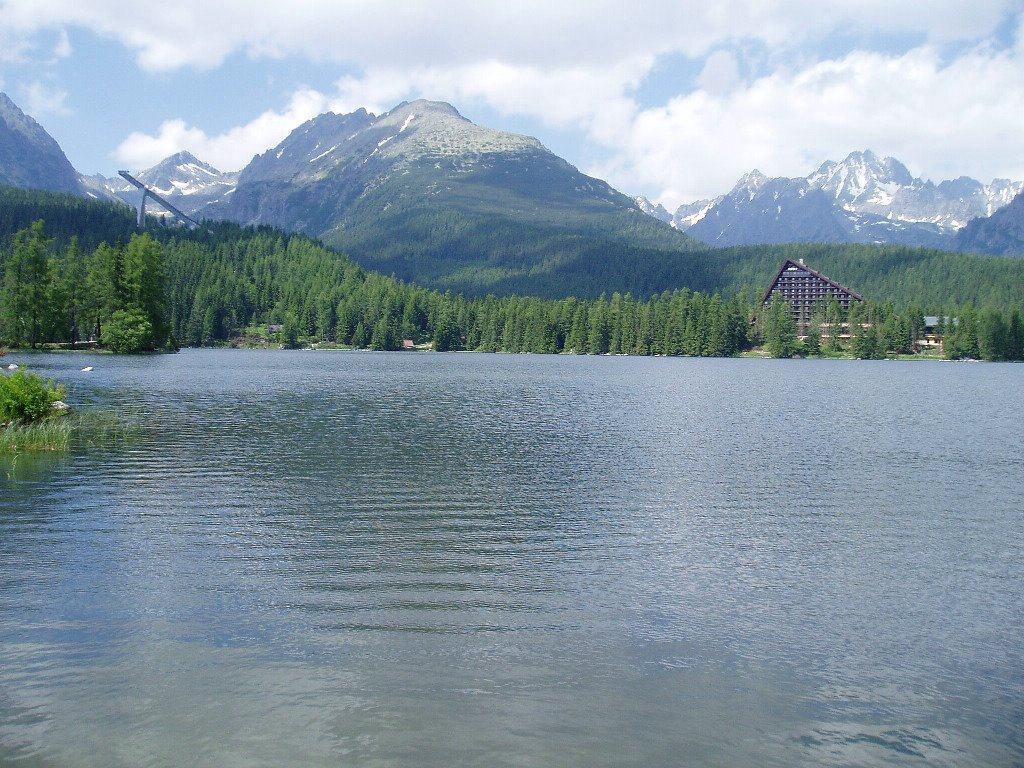
Parque nacional Tatra

Según la IUCN, en 2014, en Eslovaquia había 1969 áreas protegidas que cubrían 18.395 km2, el 37,59 % del territorio (48.961 km2). Estas se dividen en 9 parques nacionales, 200 reservas naturales nacionales, 447 reservas naturales privadas, 192 sitios protegidos privados, 55 monumentos naturales nacionales, 268 monumentos naturales privados, 14 áreas paisajísticas protegidas, 9 zonas colchón de los parques nacionales y 80 zonas colchón de las reservas, los monumentos naturales y los sitios protegidos. Además, hay 14 sitios Ramsar, 4 reservas de la biosfera de la Unesco y 2 sitios patrimonio de la humanidad.

## Parques nacionales
- Parque nacional de Veľká Fatra
- Parque nacional Malá Fatra
- Parque nacional de la Baja Tatra
- Parque nacional Muránska Planina
- Parque nacional de los Pieninos
- Parque nacional de Poloniny
- Parque nacional del Carst eslovaco
- Parque nacional del Paraíso Eslovaco
- Parque nacional Tatra

## Áreas paisajísticas protegidas

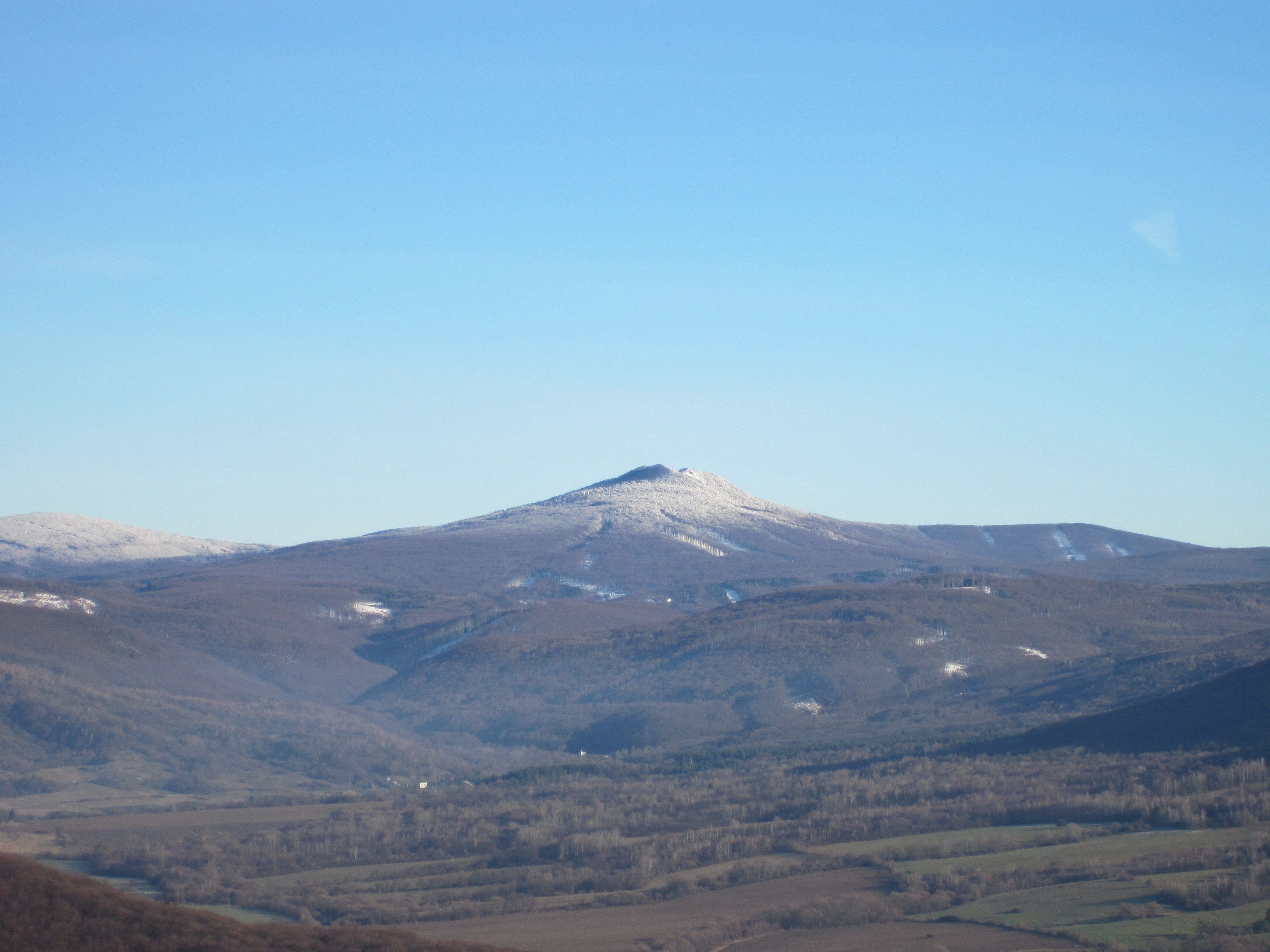
Área paisajística protegida de as montañas Vihorlat.

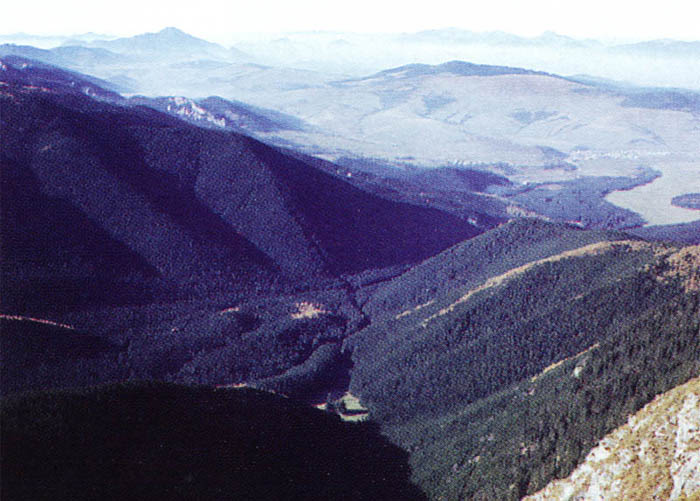
Área paisajística protegida de Horná Orava

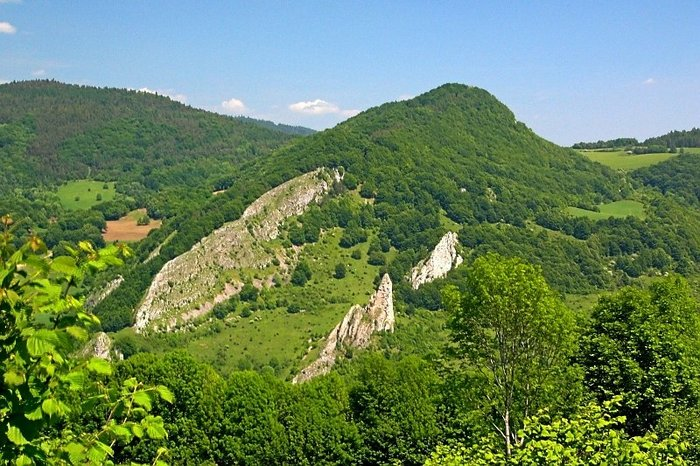
Área paisajística protegida de los Cárpatos Blancos.

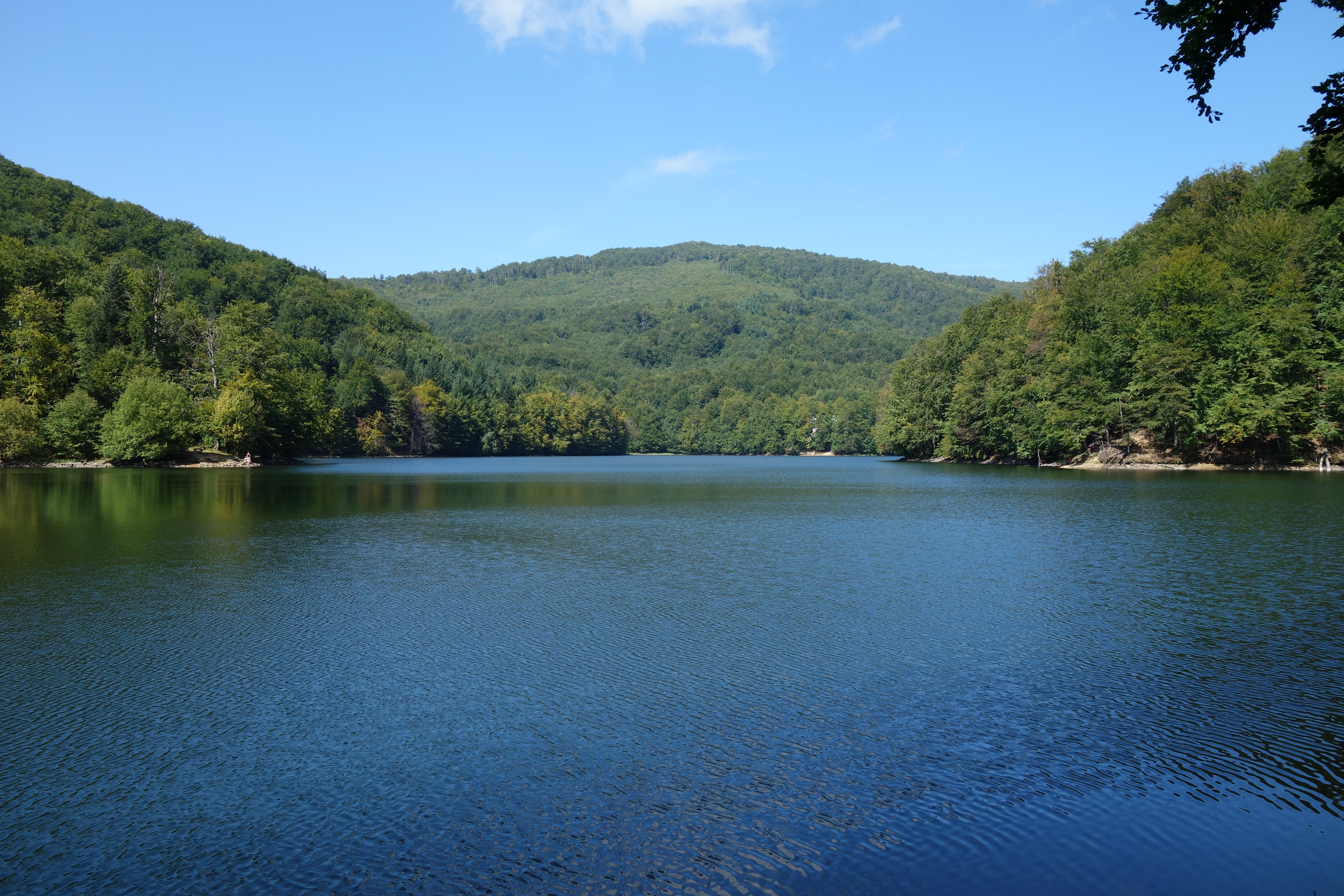
Lago Morské oko en el área paisajística protegida de Vihorlat.

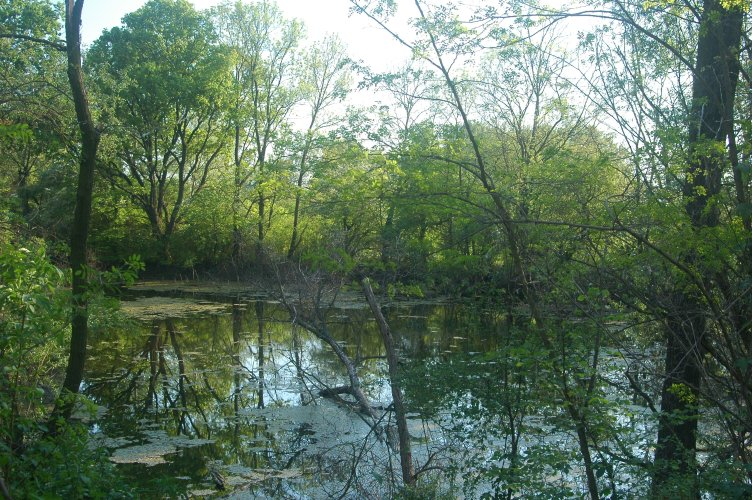
Humedales a lo largo del río Morava en el área protregida de Záhorie.

- Pequeños Cárpatos (CHKO Malé Karpaty), 646 km2. En los Pequeños Cárpatos, al oeste de Eslovaquia. Las montañas no son muy altas, culminando en el monte Zábury, de 768 m. El área está dominada por los bosques de hayas, tilos y arces, pero también hay prados y viñedos que embellecen el paisaje. Incluye en la zona protegida el castillo de Čachtice y la cueva de Driny.[2]

- Cárpatos Blancos (CHKO Biele Karpaty), 445,7 km2, en los Cárpatos Blancos, parte de los Cárpatos Eslovaco-Moravos que separan Chequia de Eslovaquia a lo largo de 80 km. El bosque cubre unos 300 km2 del área, sobre todo con hayas, fresnos y tilos.[3]

- Cerová vrchovina en los Cárpatos occidentales (CHKO Cerová vrchovina), 163 km2. En los montes Cerová vrchovina (vrchovina significa cordillera o montaña baja), en el sur de Eslovaquia, en la frontera con Hungría. Los montes Cerová (440 km2) son una cordillera volcánica extinta que culmina en el monte Karanč, de 727 m. Destaca por sus conos volcánicos, formaciones rocosas y bosques de robles, muy popular para el senderismo. Hay jabalíes, ciervos, zorros y linces.[4]

- Dunajské luhy, 122,8 km2. Cinco partes separadas en la Depresión danubiana (CHKO Dunajské luhy). Se extienden desde Bratislava, en el noroeste, siguen el Danubio y la frontera con Hungría hasta una isla llamada Veľkolélsky ostrov en el distrito de Komárno. La primera parte está al sur de la refinería de Slovnaft, al sudeste de Bratislava, en el lado izquierdo del Danubio, hasta las presas de Gabčíkovo-Nagymaros. La siguiente está al sudoeste de la primera, en el lado derecho del Danubio. la tercera, la más grande, protege la zona que hay entre el río y la frontera con Hungría. La cuarta, a la derecha del río, empieza en la localidad de Sap, bordea los pueblos de Medveďov y Číčov, y termina en Klížska Nemá. La quinta está en la isla de Veľkolélsky ostrov, que termina al este cerca de Zlatná na Ostrove. Toda el área es sitio Ramsar número 605.[5]

- Horná Orava (CHKO Horná Orava), 587,38 km2. En la región de Orava, distritos de Námestovo y Tvrdošín. En la cuenca del río Orava, que incluye tres sistemas montañosos de arenisca, Oravská Magura, Podbeskydská vrchovina y Oravské Beskydy, y el embalse de Orava (35,2 km2), en el extremo norte de Eslovaquia. Más de la mitad está cubierto de bosques de hayas y abetos.[6]

- Kysuce (CHKO Kysuce), 654,62 km2. Está formada por dos partes, los montes Maple o Javornik , al oeste, y los montes Kysucké Beskydy, al este, en el noroeste de Eslovaquia. Está rodeado por otras tres zonas paisajísticas protegidas, Horná Orava, en Eslovaquia, los Beskides, en Chequia, y Żywiec, en Polonia. La mayor parte está cubierta de bosques sobre un terreno de arenisca. Desde la colonización de los valacos, forma un mosaico de paisajes con prados, campos y bosques.[7]

- Latorica (CHKO Latorica), 232 km2. En los distritos de Trebišov y Michalovce. En torno a la parte eslovaca del río Latorica y las partes bajas de los ríos Ondava y Laborec, en un sistema de ríos rodeados de juncos y meandros con un bosque aluvial y humedales. Una parte de 44 km2 es sitio Ramsar.[8]

- Poľana, parte de los Montes Centrales Eslovacos (CHKO Poľana)

- Ponitrie,  376,65 km2, en los montes Tribeč y Vtáčnik, en los Cárpatos occidentales (CHKO Ponitrie). Está formada por dos partes, al norte, Vtáčnik es una cadena montañosa de origen volcánico, cubierta de hayas y abetos, que culmina a 1346 m de altitud. Al sur, Tribeč es una cadena montañosa cristalina de rocas graníticas, calizas y dolomia; hay hayas, carpes y robles, y culmina s 829 m.[9]

- Strážov, 294 km2, en los montes Strážov, en el sur, y Súľov, en el norte, en los Cárpatos occidentales (CHKO Strážovské vrchy). Incluye las reservas naturales nacionales de las rocas de Súľov (5,43 km2 de roquedos propicios para la escalada) y la reserva natural de Kostolecká tiesňava (garganta de Kostolec), un cañón de 500 m de longitud cerca de Považská Bystrica. La cima más alta es el monte Strážov, de 1213 m, y en los montes Súľov, el Veľký Manín de 890 m. La zona está formada por profundos valles cubiertos de bosques.[10]

- Štiavnica (CHKO Štiavnické vrchy), 776 km2, en los montes Štiavnica, una cadena montañosa volcánica en el centro sur de Eslovaquia, cubierta de hayas, robles y abetos. También protege unos embalses llamados tajchy, construidos en los siglos XVII y XVIII para proveer de energía las minas de Banská Štiavnica. Había 60, de los que se conservan 24.[11] Junto con el pueblo son patrimonio de la humanidad de la Unesco.[12]

- Vihorlat (CHKO Vihorlat), 175 km2. En la parte central de los montes Vihorlat, una cordillera volcánica en el este de Eslovaquia y el oeste de Ucrania. Abundan los bosques de hayas, robles, arces y abetos. Se encuentran linces, lobos, nutrias, cigüeñas negras, búho real, cárabo uralense y águila pomerana. Una curiosidad es el lago Morské oko, de 13 ha, rodeado de bosque.[13]

- Cárpatos orientales (CHKO Východné Karpaty), 253 km2, en el nordeste de Eslovaquia, en la región de Prešov, a lo largo de la frontera con Polonia, junto al eslovaco Parque nacional de Poloniny. Dominan los bosques de hayas, que albergan osos, lobos, linces, nutrias, etc.[14]

- Záhorie (CHKO Záhorie), 275 km2, en la región de Zahorie. Está dividida en dos partes separadas: occidental y nororiental. La primera está formada por el río Morava, con su lecho inundable y zonas ribereñas. La zona está bien preservada porque durante 40 años ha servido de separación entre los bloques oriental y occidental por medio del telón de acero y ha permanecido intocada. En las reserva naturales nacionales de Horný les, de 543 ha, y Dolný les, de 186 ha, los bosques son tan viejos que parecen primarios. Por lo demás, la zona está llena de canales, humedales y pequeños lagos rodeados de bosques de ribera. La parte nororiental contiene arenas depositadas por el viento, que ha llegado a formar dunas.[15]

## Sitios Ramsar

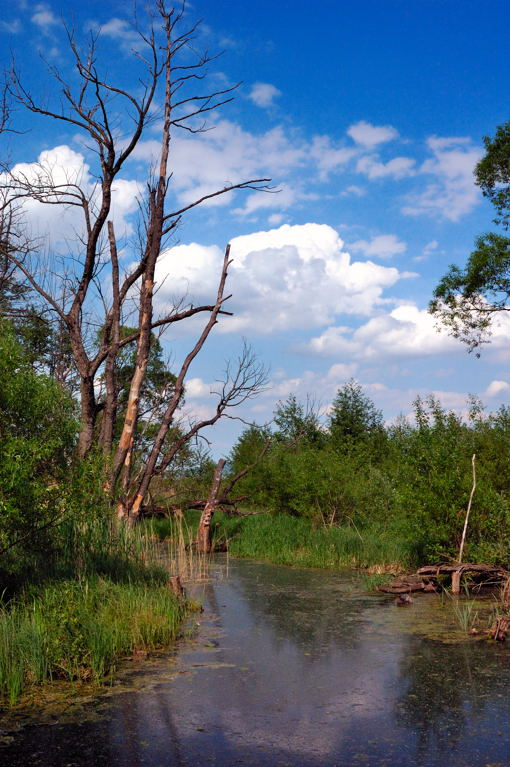
Río Rudava

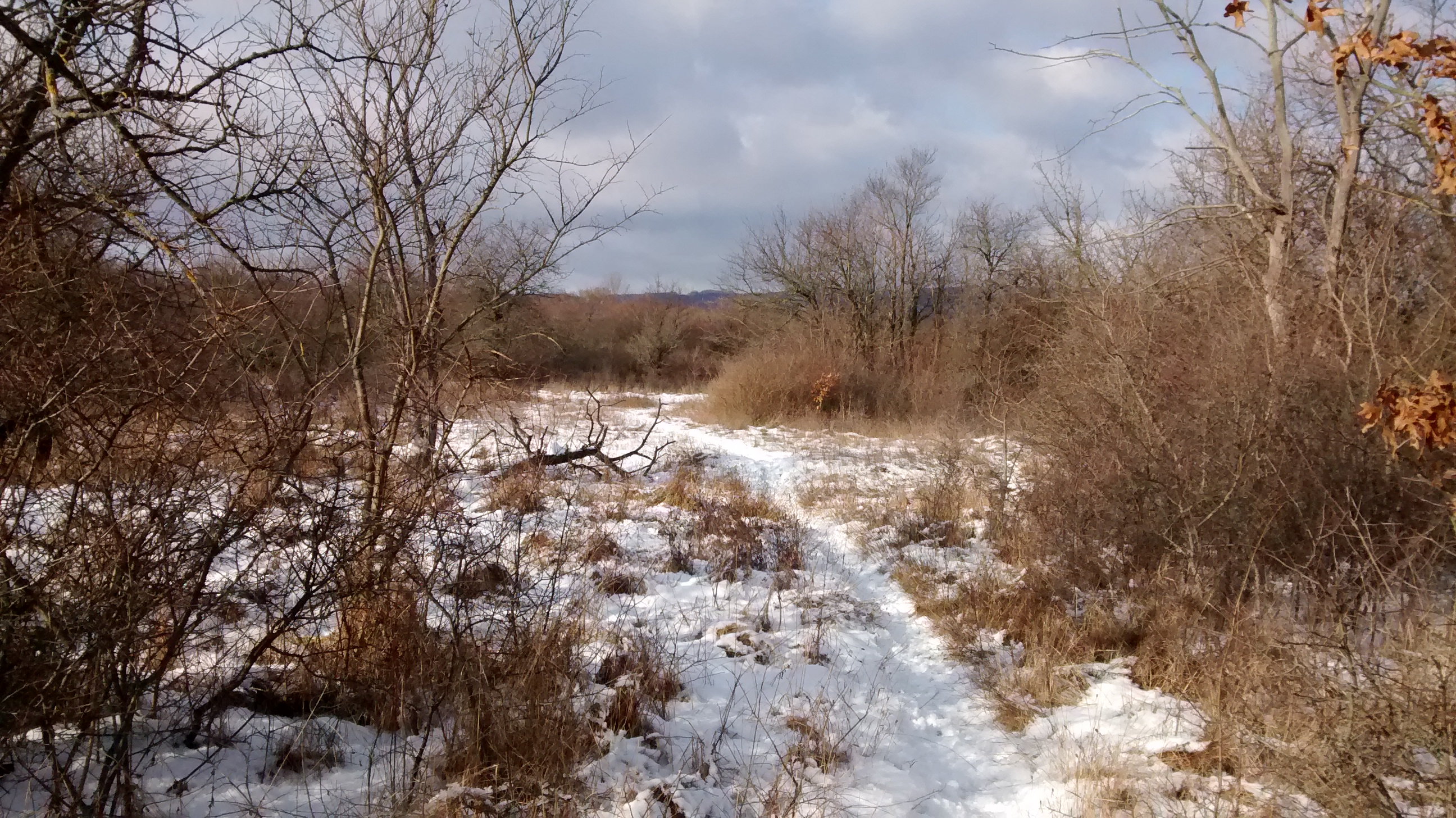
Reserva natural nacional de Súr y sitio Ramsar en invierno.

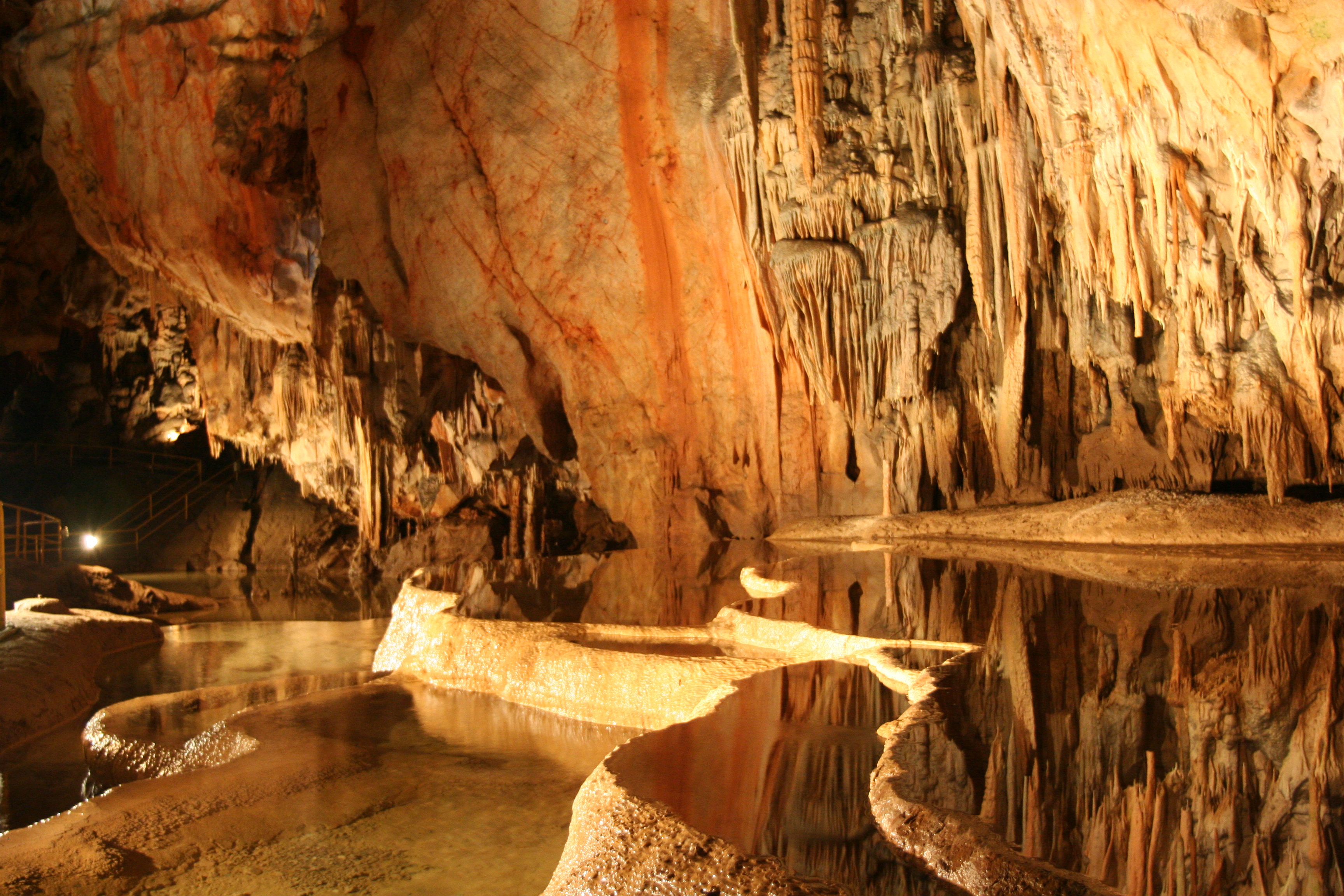
Cueva de Domica

- Cuevas del valle de Demanova ((Jaskyne Demänovskej doliny)), 14,48 km2, en el Bajo Tatra, incluye la cueva de hielo de Demanova (Demänovská ľadová jaskyňa). Nueve cuevas interconectadas que suman unos 35 km en un sistema kárstico. Los bosques de la zona están protegidos, y destaca la cantidad y rareza de los invertebrados que viven en las cuevas. Estas se utilizan de forma intensiva para el turismo.[16]

- Domica, 622 ha, en la región de Košice, área paisajística protegida, reserva de la biosfera y patrimonio de la humanidad. Una serie de humedales subterráneos, con corrientes, lagos y una fauna adaptada. Forma parte del sistema de cuevas Domica-Baradla, de 25 km de longitud.[17]

- Dunajské luhy, 145 km2, en una sección de las tierras bajas en el lecho del Danubio, junto a las fronteras de Austria y Hungría. Incluye el área paisajística protegida de mismo nombre, con una red de afluentes, brazos muertos en meandros, bancos de arena y grava, bosque inundable en el lecho de los ríos, carrizales, marismas y herbazales, con numerosas aves acuáticas.[18]

- Latorica, 44 km2, área paisajística protegida y reserva natural, en la parte más ancha del río Latorica, con meandros, afluentes, humedales, marismas, carrizales y prados inundables.[19]
- Moravské luhy, 53,8 km2, en las llanuras inundables del Morava, es área paisajística protegida, en la frontera con Austria y Chequia. Incluye afluentes, meandros muertos, bancos de arena y grava, graveras abandonadas, carrizales, marismas de agua dulce, estanques estacionales, prados húmedos, pastos y bosques que se inundan con las crecidas. Alberga 600 especies de cianofitas y algas, 880 de plantas vasculares, 200 de arañas y 300 de escarabajos. Forma parte del sitio Ramsar Trilateral de la confluencia de los ríos Morava, Dyje y Danubio.[20]

- Río Orava y afluentes, 865 ha. Abarca la mayor parte de las corrientes que forman la cuenca alta del río Orava, con un cinturón de vegetación ribereña casi continuo y algunos parches de bosque de llanura montano y submontano con un sotobosque bien desarrollado de matorrales y plantas herbáceas, donde viven nutrias y ratones listados, junto con garzas imperiales, milanos reales, pigargos y numerosos invertebrados.[21]

- Parízské mociare, 184 ha. Una zona pantanosa con extensos carrizales en el lecho del Danubio con niveles de agua reguldos artificialmente. Alberga el único lugar de anidación de carricerín real en Eslovaquia, con unas diez parejas. Solo se permite la entrada en invierno para a corta de juncos.[22]

- Poiplie, 411 ha. El área central del sitio es el río Ipel, importante afluente del Danubio. está unido al sitio Ramsar del valle del Ipoly en Hungría. Marismas y praderas inundadas estacionalmente con un par de fragmentos de bosque inundable y algunas matas de sauce.[23]

- Valle del río Rudava, 560 ha. Parte central de la llanura inundable del río Rudava, con sus afluentes, meandros perdidos, bancos de arena, bosques inundables, carrizales, prados y pastos.[24]

- Estanques de Senné (Senné-rybníky), 425 ha, reserva natural. En una depresión de las Tierras Bajas de Eslovaquia Oriental, en una ruta de migración de las aves. Incluye un gran estanque con prados inundables estacionalmente y matorrales pantanosos, y 28 estanques de cría de peces.[25]

- Súr, 11,4 km2, reserva natural (Šúr) en el lecho del Danubio, al pie de las montañas. Incluye bosques, praderas húmedas, carrizales, un estanque para la cría de peces y una gravera.[26]

- Río Tisza, 735 ha, una sección del río Tisza de 6 km y su lecho, que abarca zonas de Hungría y Ucrania. En el sudeste de Eslovaquia.[27]

- Humedales de Turiec (Mokrade Turca), 750 ha, reserva natural nacional y sitio protegido. Incluye meandros perdidos, marismas estacionales, ciénagas, praderas inundables, matorrales, árboles de humedal y graveras.[28]

### Sitios Ramsar transfronterizos
- Sitio Ramsar transfronterizo de Hungría y Eslovaquia entre el valle de Ipoly (23,4 km2), en la parte húngara (n.º 1093), y Poiplie (411 ha), la parte eslovaca (n.º 930), desde 2007.[29]
- Sitio Trilateral en las llanuras inundables de la confluencia de los ríos Morava, Dyje y Danubio, entre Austria, Chequia y Eslovaquia, desde 2004. Une los sitios Ramsar Moravské luhy (n.º 604 en Chequia), Donau-March-Thaya-Auen (n.º 272 en Austria), Untere Lobau (n.º 273 en Austria) y Mokrady dolního Podyjí (n.º 635 en Chequia).
- Alto valle del Tisza, entre Hungría y Eslovaquia, desde 2003. Comprende dos sitios Ramsar de Hungría, el Alto Tisza (Felsö-Tisza), de 223 km2, adyacente al sitio Ramsar de Bodrogzug, de 43 km2, y el sitio Ramsar del río Tisza (735 ha), en Eslovaquia.[30]
- Sistema de cuevas Baradla-Domica, desde 2001. Comprende la cueva de Baradla y humedales adyacentes (20,56 km2), en Hungría, y su continuación en Eslovaquia, la cueva de Domica, de 622 ha.

## Reservas de la biosfera de la Unesco
- Reserva de la biosfera de Polana, 241,6 km2. En el centro de Eslovaquia, dentro de los Cárpatos Occidentales. Posee una compleja topografía que se refleja en el paisaje volcánico, con alturas que oscilan entre los 1458 y los 460 m de altitud. Se corresponde con el Área paisajística protegida de Polana, un poco menor (204 km2) cubierta de bosques de coníferas en su mayor parte, aunque hay bosques de robles junto a los abetos, que crecen sobre los suelos de andesita, propios del sur de las montañas. Además de las plantas (1220 especies), con unas 80 especies de líquenes y musgos protegidos,, las aves (174 especies) y los insectos, destaca la presencia del lobo, el oso pardo y el lince. Hay un embalse de 50 ha y en los prados de altura pastan vacas y ovejas.[31]

- Reserva de la biosfera del karst eslovaco, 744,8 km2. Junto a la Reserva de ls biosfera de Aggtelek, en Hungría. Es un paisaje kárstico típico en el sur de Eslovaquia, con una serie de mesetas, entre 400 y 900 m de altitud, rodeadas por abruptas vertientes que forman los bordes de las cuencas, valles y gargantas de los ríos. Hay más de 700 cuevas en un área kárstica de unos 600 km² compartidos con Hungría. Las cuevas kársticas de Aggtelek y el karst eslovaco son considerados patrimonio de la humanidad. El bosque dominante es de robles y carpes mezclado con hayas, fresnos, arces y tilos, aunque hay zonas más húmedas que otras donde el haya se impone al roble con toda una variedad de plantas, entre ellas orquídeas, trepadoras, rosas silvestres, serbales, etc.[32]

- Reserva de la biosfera de los montes Tatra, 1018,2 km2. Los montes Tatra son la zona más elevada de la cadena de los Cárpatos, y se extiende desde Eslovaquia hasta Rumanía, pasando por Hungría, Polonia y Ucrania. Incluye dos parques nacionales a ambos lados de la frontera entre Polonia y Eslovaquia. El paisaje está incluye topografía kárstica con dolomías y calizas, cañones y cascadas, un cinturón de pinos enanos, prados alpinos, lagos y picos rocosos. Hay unas 1300 especies de plantas, con reliquias de la flora del plioceno y la era glaciar. Domina el haya, el pino negro, los juncos y la herbácea Oreochloa disticha. En la reserva hay osos, linces y lobos, en las alturas hay marmotas, el topillo nival y rebecos. Dentro de la zona hay unos 40.000 habitantes cuyo principal recurso económico es el turismo.[33]

- Reserva de la biosfera de los Cárpatos Orientales, 407 km2. Es una reserva montañosa transfronteriza que cubre el borde occidental de los Cárpatos entre Polonia, Eslovaquia y Hungría. Se protege la fauna y la flora nativas, que crean las condiciones para la existencia en la zona de grandes mamíferos como el bisonte europeo. El poblamiento humano va desde las zonas vacías de Polonia hasta las relativamente habitadas con prados y cultivos de Ucrania, rodeadas de bosques caducos. El sur de la reserva es conocido como las colinas Bukovske, con fragmentos de bosque primigenio. hay cuatro tipos de bosque en la reserva: de hayas, de hayas con abetos, de matorrales con aliso verde y un cinturón menos arbolado, poloniny, con prados subalpinos. El conjunto permite la existencia de osos pardos, bisontes, linces y lobos. Contiene varios lugares patrimonio de la humanidad, como el bosque Tserkvas, en Polonia y Ucrania, y el bosque primigenio de hayas de los Cárpatos entre Eslovaquia y Ucrania.[34]

## Patrimonio natural de la humanidad de la Unesco

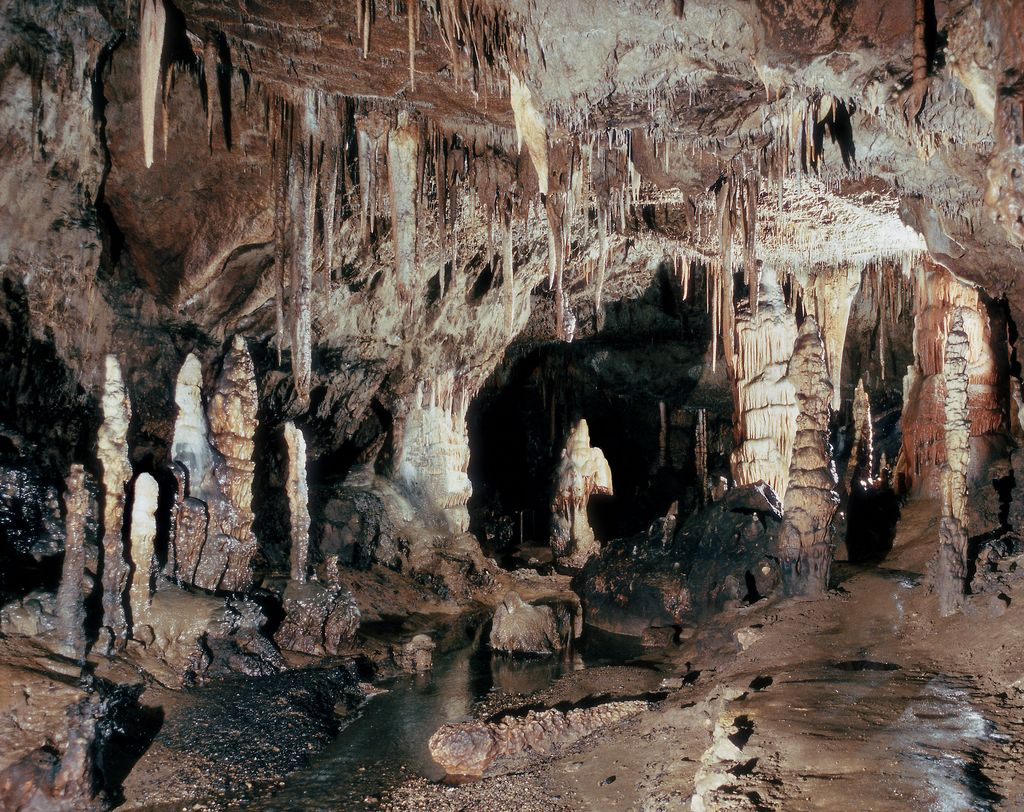
El Casco de Minerva en la cueva de Baradla.

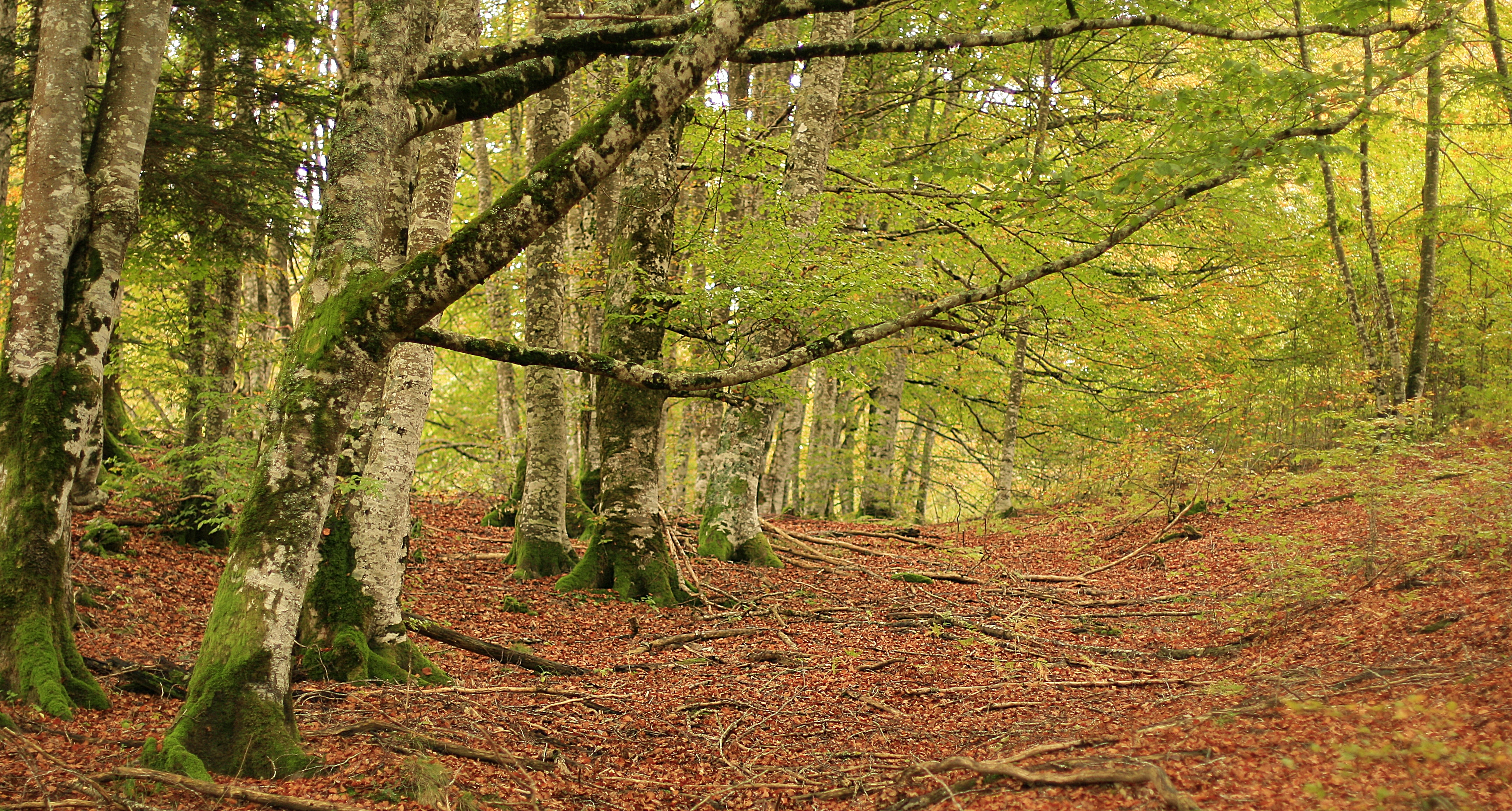
Hayedos en la selva de Irati.

- Cuevas de Aggtelek y karst eslovaco, 566,5 km2. Entorno en el que se concentran 712 cuevas típicas de un sistema kárstico de clima templado, con una curiosa combinación de efectos de clima cálido y glacial. En el sudeste de Eslovaquia y el nordeste de Hungría. Hay sedimentos y formas fósiles que se formaron el clima tropical del último periodo Cretácico y primero del Terciario, así como procedentes del Cuaternario glaciar. El sistema más representativo es de las cuevas de Baradla-Domica, una red de cavernas con estalactitas y estalagmitas en la zona climática templadas que es sitio Ramsar. También destacan la cueva de hielo de Dobsina, una de las más bellas del mundo, y la cueva de hielo de Silica. Hay más de 500 especies de troglobios o troglobiontes, algunos endémicos. Más del 99 % de las cuevas se preserva íntegro, el otro 1 % se puede visitar.[35]

- Bosque de hayas primigenio de los Cárpatos y otras regiones de Europa. Forma parte de un espacio protegido que se extiende por 93 lugares en 18 países, desde donde, después de la última edad del hielo, los bosques que se refugiaron en Alpes, Cárpatos, Alpes Dináricos, el Mediterráneo y los Pirineos,[36] se han ido expandiendo, de acuerdo a la adaptabilidad y tolerancia de los diferentes climas y la condiciones físicas y geográficas. Se trata de bosques bien conservados en refugios del sur de Europa, que han desarrollado distintos ecosistemas con su entorno.[37] En España hay en tres lugares. En el centro de la península, en los Pirineos y en la cordillera Cantábrica. En el centro destacan el hayedo de Montejo, en la sierra de Ayllón, el de Tejera Negra y el de la Pedrosa. En los Pirineos destacan los de Navarra, cerca de la frontera francesa, y entre estos la selva de Irati, con hayas y abetos. Y en el Cantábrico, los de los Picos de Europa, sobre terreno calcáreco, con robles, en el Parque nacional de Picos de Europa.[38]